# Nulla poena sine lege
Nulla poena sine lege es una frase latina, que se traduce como "No hay pena sin ley", utilizada para expresar que no puede sancionarse una conducta si la ley no la califica como delito.
Es un principio consagrado positivamente en numerosos códigos penales en los Estados constitucionales, incluyéndose en la mayoría de las democracias modernas. Está relacionado con el principio "Nullum crimen, nulla poena sine praevia lege", de acuerdo al cual la ley penal no puede tener efecto retroactivo.